# 许正维
许正维（1947年5月—），男，汉族，贵州黔西人，中华人民共和国政治人物，曾任贵州省农业办公室党组书记，贵州省人大常委会副主任，中共十六大代表。